# МдПА-3
МдПА-3 (Модернизированный ПА-3) — понтонный парк, состоявший на оснащении инженерных формирований РККА ВС СССР.
Понтонный парк МдПА-3 был предназначен для оборудования паромных и мостовых переправ. Парк создан на базе понтонного парка ПА-3. Принят на вооружение в 1938 году. Модификации: УВС-43 (УВСА-3). Инженерные войска ВС Союза ССР, на 1 января 1941 года, имели на вооружении до 265 переправочных парков всех типов, а именно Н2П (45 единиц), НЛП, МДПА-3.

## Техническое описание
Надувная лодка А-3  изготавливается из прорезиненной ткани. Лодку снаряжает одно отделение сапёров, которые надувают оболочку лодки воздухом через 4 вентиля при помощи ножных мехов и резиновых шлангов. Надутую лодку снаряжают щитами для сидения,  вёслами и забортным мотором.
Лодочные паромы передвигаются по воде при помощи вёсел или забортных моторов. Последние подвешиваются к корме лодок на кронштейнах. Скорость движения парома на моторах около 2 метров в секунду. Лодочный забортный мотор обслуживает один сапёр. Для установки двигателя на лодку требуется около 15 — 20 минут. Общий вес двигателя 70 килограммов.
Понтонный парк из лодок А-3 перевозился на 90 конных повозках, или на 22 автомобилях ЗИС-5, или на тракторных прицепах.

## Перевозка на автомобилях ЗИС-5
По характеру перевозимого имущества все автомобили делятся на четыре типа:
- лодочные (9 шт) предназначены в основном для перевозки лодок с принадлежностями для их снаряжения;
- автомобили верхнего строения (7 шт) перевозили прогоны, настил, пажилины и другие элементы верхнего строения;
- козловые (3 шт) перевозили элементы для козловых пролётов и вспомогательные принадлежности;
- аппарельно-моторные (3 шт) перевозили аппарели и навесные моторы к лодкам.

## Характеристика переправ

### Характеристика переправы на лодке А-3
На лодке А-3, снабжённой мотором, размещаются 28 военнослужащих при двух сапёрах.

### Характеристика паромов
Паром из трёх лодок:
- грузоподъемность — гусеничные грузы до 7 тонн, колёсные до 3,5 тонны на ось;
- время сборки — 20 минут.

Паром из 4 лодок:
- грузоподъемность — гусеничные грузы до 10 тонн, колёсные до 5 тонн на ось;
- время сборки — 25 минут.

Паром из 5 лодок:
- грузоподъемность — гусеничные грузы до 14 тонн, колёсные до 7,5 тонны на ось;
- время сборки — 30 минут.

Сборку паромов осуществляет взвод.

### Характеристика мостов
Мост разрезной системы трёх тонный:
- грузоподъемность — гусеничные грузы до 3 тонн, колёсные до 2,4 тонны на ось;
- длина моста — 124/103 м;
- время сборки 60 мин.

Мост разрезной системы 7-ми тонный:
- грузоподъемность — гусеничные грузы до 7 тонн, колёсные до 5 тонн на ось;
- длина моста — 71/67 м;
- время сборки 90 мин.

Мост неразрезной системы 9-ти тонны:
- грузоподъемность — гусеничные грузы до 9 тонн, колёсные до 5 тонн на ось;
- длина моста — 67/51 м;
- время сборки 90 мин.

Мост неразрезной системы 14-ти тонны:
- грузоподъемность — гусеничные грузы до 14 тонн, колёсные до 7,5 тонны на ось;
- длина моста — 43/33 м;
- время сборки 90 мин.

### Состав парка МдПА-3
Количество лодок А-3 — 25 единиц.